# Allium tianschanicum
Allium tianschanicum — вид рослин з родини амарилісових (Amaryllidaceae); поширений у Казахстані, Киргизстані, Таджикистані, Китаї.

## Опис
Цибулини скупчені, від циліндрично-конічних до субциліндричних, діаметром (0.8)1–2 см; оболонка коричнева. Листки вузьколінійні, як правило, коротші від стеблини, 1–1.5 мм завширшки, жолобчасті зверху, поля вічасто-зубчасті. Стеблина 15–25 см, циліндрична, вкрита листовими піхвами лише в основі. Зонтик від півсферичного в майже кулястого, як правило, густо багатоквітий. Оцвітина блідо-жовта або біла і стає червоною; сегменти яйцюваті, 5–6 мм, верхівка тупа, внутрішні ≈ 1.2 довші, ніж зовнішні. 2n = 16. Період цвітіння й плодоношення: липень — вересень.

## Поширення
Поширення: Казахстан, Киргизстан, Таджикистан, Китай — західний Сіньцзян.
Населяє чагарники в субальпійській зоні, луки.